# Stomatella oliveri
Stomatella oliveri är en snäckart som först beskrevs av Tom Iredale 1912.  Stomatella oliveri ingår i släktet Stomatella och familjen pärlemorsnäckor. Inga underarter finns listade i Catalogue of Life.